# Zolakar
Zolakar (in armeno Զոլաքար?, fino al 1935 Zolakhach) è un comune dell'Armenia di 6 776 abitanti (2009) della provincia di Gegharkunik, fondato nel 1829.